# Antoni Matakiewicz
Antoni Matakiewicz (18. září 1873 Niepołomice – 16. září 1937 Nowy Sącz) byl rakouský a polský politik z Haliče, na počátku 20. století poslanec Říšské rady, v meziválečném Polsku poslanec Sejmu.

## Biografie
Jeho bratrem byl vodohospodářský inženýr Maksymilian Matakiewicz. Antoni Matakiewicz vystudoval právo na Jagellonské univerzitě v Krakově.
Na počátku 20. století se zapojil i do celostátní politiky. Ve volbách do Říšské rady roku 1911 získal mandát v Říšské radě (celostátní zákonodárný sbor) za obvod Halič 42. Byl členem poslanecké frakce Polský klub. Ve vídeňském parlamentu setrval až do zániku monarchie. K roku 1911 se profesně uvádí jako rada zemského soudu. V Říšské radě reprezentoval nejprve konzervativce, později katolickou lidovou stranu, mezi jejíž zakladatele patřil.
Za světové války byl důstojníkem. V letech 1919–1928 byl poslancem Sejmu za katolickou lidovou stranu. V prvním volebním období Sejmu byl předsedou jejího poslaneckého klubu. Následně působil jako viceprezident krajského soudu v Krakově, později coby notář v Nowém Sączu.